# Toquí d'Abert
El toquí d'Abert (Melozone aberti) és un ocell de la família dels passerèl·lids (Passerellidae) nadiua de les conques hidrogràfiques inferiors del Riu Colorado i del Gila, gairebé endèmiques d'Arizona, però també estan presents a petites parts de Califòrnia, Nevada, Utah, Nou Mèxic i Sonora a Mèxic.

## Descripció
El toquí d'Abert es reconeix per la cua relativament llarga, la cara fosca i el plomatge en general marró. Estan relacionats amb els pardals i els juncos, però són més semblants als mímids en aparença. El toquí d'Abert es pot confondre amb el toquí de Califòrnia, però la cara del primer és diferent i més fosca i l'abast d'aquestes espècies només es solapa lleugerament. El toquí d'Abert és l'espècie més llarga de la diversa família dels pardals del Nou Món amb una longitud de 21 a 25 cm de llarg, però la longitud es veu incrementada per una cua relativament llarga, de 10 a 12 cm. Els mascles pesen de 40 a 54 g , amb una mitjana de 47,1 g, mentre que les femelles pesen de 39,5 a 51 g (1,39 a 1,80 oz), amb una mitjana de 44,8 g. En termes de pes, és superat per diverses altres espècies de toquís. Entre les mesures estàndard, la corda de l'ala és de 8,2 a 9,7 cm, el bec és d'1,5 a 1,6 cm i el tars és de 2,6 a 2,9 cm.

## Hàbitat
Aquest ocell és comú als hàbitats riberencs de brolla de la zona inferior del desert de Sonora i prefereix romandre ben amagat sota els arbustos. Tot i que està amenaçat pel parasitisme de diferents espècies de vaquers i la pèrdua d'hàbitat, ha colonitzat amb èxit entorns suburbans a l'àrea metropolitana de Phoenix, Arizona i es pot veure amb força facilitat al campus de la Universitat Estatal d'Arizona. Malgrat la distribució limitada, està classificat com a espècie de "risc mínim" a la llista vermella de la UICN i hi ha hagut una certa expansió de l'àrea de distribució al llarg del riu Santa Cruz així com al canó d'Oak Creek, prop de Sedona.

## Alimentació
El toquí d'Abert generalment s'alimenta a terra entre els densos matolls cercant llavors, però també incorporen insectes a la dieta. Igual que altres toquís, esgarrapen el terra d'una manera semblant a la guatlla i de vegades desenterra i mengen larves. Poden ser atrets pel blat de moro caigut a terra dels alimentadors.

## Taxonomia
El nom d'aquest ocell commemora l'ornitòleg nord-americà James William Abert (1820–1897).
Fins a l'any 2009 estava inclòs en el gènere pipilo però arran de diferents estudis i consideracions es va transferir al melozone.
Es reconeixen dues subespècies:
- M. a. aberti (Baird, 1852) sud d'Arizona i sud-oest de Mèxic.
- M. a. dumeticola (Van Rossem, 1946) sud de Nevada i sud-oest d'Utah fins al nord de Baixa Califòrnia.